# Pakistaans honkbalteam

Vlag van Pakistan.

Het Pakistaans honkbalteam is het nationale honkbalteam van Pakistan. Het team vertegenwoordigt Pakistan tijdens internationale wedstrijden. De manager is Shaukat Javed. Het team heeft in 2010 de Aziatische kampioenschappen gewonnen.
Het Pakistaans honkbalteam hoort bij de Aziatische Honkbalfederatie (BFA). 